# Schärengarten

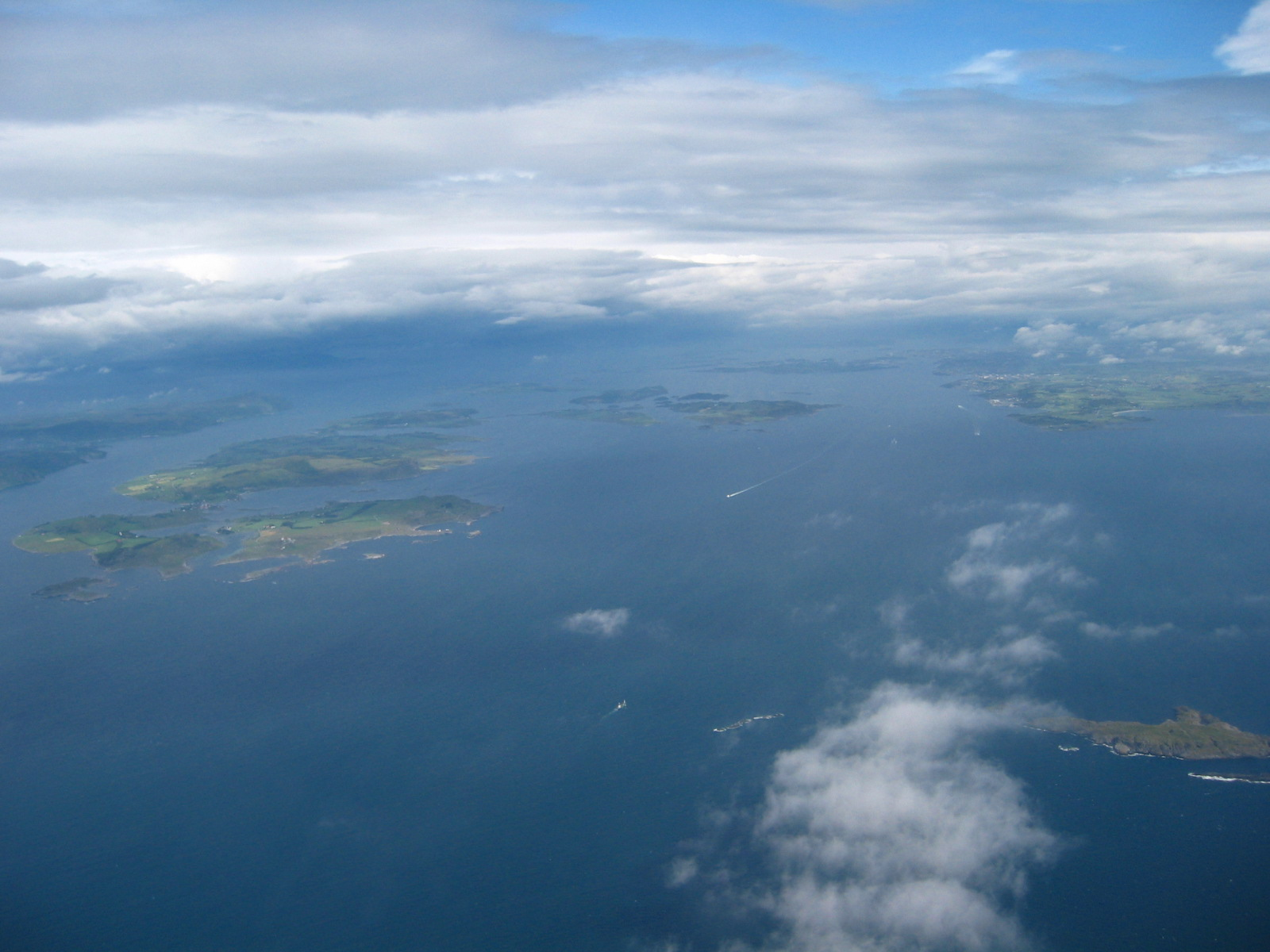
Schärengarten vor Rogaland

Ein Schärengarten (schwedisch skärgård, norwegisch skjærgård, finnisch saaristo) ist eine hauptsächlich aus Schären bestehende Küstenlandschaft. Der Begriff wird im Deutschen hauptsächlich für Regionen im nordeuropäischen und nordatlantischen Raum wie der nördlichen Ostsee, vor der norwegischen Küste und vor Grönland verwendet.
Bekannte Schärenarchipele sind der Stockholmer Schärengarten, der Göteborger Schärengarten, der Schärengarten von Blekinge und das Schärenmeer.

## Andere Bezeichnungen
Die in gängigen deutsch-schwedischen Wörterbüchern zu findende Übersetzung von schwedisch skärgård ist einfach Schären oder Schärenarchipel. Die Bezeichnung Schärengarten, die sich im deutschen Sprachraum eingebürgert hat, beruht auf einer volksetymologischen Deutung des schwedischen Worts gård als „Garten“. Im Schwedischen bedeutet gård jedoch wie das verwandte englische yard nicht „Garten“, sondern „Hof“, z. B. in der Redewendung att bo över gården (im Hinterhaus wohnen, wörtlich: „wohnen jenseits des Hofs“) oder in Wortzusammensetzungen wie kyrkogård (Kirchhof, Friedhof) oder hästgård (Pferdehof). Alle genannten Wörter sind stammverwandt.